# Терезія Мора
Тере́зія Мо́ра (угор. Móra Terézia, нім. Terézia Mora; 5 лютого 1971, Шопрон, Угорщина) — німецька письменниця і перекладачка угорського походження.

## Біографія
Терезія Мора народилася 1971 року в родині німецької меншини в угорському містечку Шопроні на кордоні з Австрією. У 19 років переїжджає до Берліна, де студіює мадярологію і театрознавство в Берлінському університеті імені Гумбольдта. Паралельно отримує диплом сценариста в Берлінській академії кіномистецтва.
З 1998 року — незалежна авторка і перекладач. 1999 року за першу збірку оповідань «Дивна матерія» (Seltsame Materie) отримує одну з найпрестижніших літературних нагород — премію імені Інґеборґ Бахманн, згодом, 2000 року, премію імені Адальберта Шаміссо, яку в Німеччині вручають видатним письменникам-іммігрантам. 2004 року дебютує романом «День у день» (Alle Tage), який відразу ж стає літературною сенсацією, зокрема отримує за нього 2005 року основну премію Ляйпцизького книжкового ярмарку. Цей роман, у якому основною є велика європейська тема чужості й відчуження, відзначений ще декількома престижними літературними преміями, а його авторка стала після нього однією з найвідоміших постатей у літературних німецькомовних колах, авторкою загальноєвропейського формату.
Терезія Мора є знаною перекладачкою з угорської на німецьку. Зокрема за переклад літературного Opus Magnum славетного угорського письменника Петера Естергазі, 800-сторінкового роману Harmonia Caelestis відзначена 2002 року шанованою перекладацькою премією фундації німецьких видавців Ровольтів.
У 2009 році з'явився наступний роман авторки «Єдиний чоловік на континенті» (Der einzige Mann auf dem Kontinent). 2010 рік — учасниця П'ятого міжнародного літературного фестивалю у рамках 17 Форуму видавців у Львові.

## Творчість
- «Особлива матерія» / Seltsame Materie (1999)
- «День у день» / Alle Tage (2004), укр. пер. 2009[2]

## Український переклад
- «День у день» (Львів: Літопис, 2009) — переклад Христини Назаркевич.